# Antic Convent de l'Església del Carme
L'Antic Convent de l'Església del Carme és un edifici del municipi de Manresa (Bages) protegit com a bé cultural d'interès local. Des del 1990 és un alberg.

## Descripció
L'edifici era format per dos cossos en L, que amb l'Església del Carme de Manresa constituïen un pati en forma d'U obert cap a la muralla del Carme. Originàriament de planta baixa i pis, se n'hi afegí un altre més tard. La façana era de pedra arrebossada sense cap ornamentació i amb finestres amb ritme simple. A la planta baixa conserva arcades de l'antic claustre, de mig punt, recolzades sobre pilastres de secció quadrada i capitell motllurat neoclàssic. Era completament adossat a l'església del Carme.
Actualment (des de 1990) és un alberg. Les obres de l'alberg han partit de l'estructura de l'antic edifici, tot introduint-hi, però, una distribució interna ben innovadora. S'han restaurat les arcades de l'antic claustre i una de les ales que havia tingut una funció de dormitori -cel·les del convent i posteriorment estances dels soldats-. Les parets mestre d'aquesta dependència i que, per tant, aguanten l'obra actual pertanyen a la primitiva construcció. També ha estat restaurada la torre-mirador, on hi ha l'antiga escala principal, i que servirà de punt d'articulació per futures obres. La llargada de la nau és de 60 m. i presenta tres nivells d'edificació. Planta baixa (obrada amb carreus regulars), primer pis amb diferents nivells i planta altell. S'ha intentat trobar un equilibri entre els espais comuns de trobada i polivalents i els espais més reduïts, tot guardant la intimitat. Els mòduls -habitacions- mai arriben a dalt, per tal de gaudir de tot l'espai com en les antigues construccions gòtiques conventuals.

## Història
El 1308 els consellers de la ciutat donen permís als pares Carmelites per fundar un convent i església. Durant el segle xiv es construeixen els dos edificis en estil gòtic.
El segle xviii es substitueix el claustre gòtic del convent per un classicista de menys qualitat. El 1835 s'abandonà el convent, que més tard convertit en caserna.
El 10 de novembre de 1990 s'inaugura l'alberg, dut a terme per l'arquitecte Antoni M. Baraut. Pertany a la Xarxa d'Albergs de la Generalitat.